# Lonneke Uneken
Lonneke Uneken (Winschoten, 2 maart 2000) is een Nederlandse wielrenster. In 2019 reed ze voor Team Hitec Products en sinds 2020 bij de wielerploeg Boels Dolmans, die in 2021 verder ging onder de naam Team SD Worx.
In 2019 behaalde Uneken een derde plaats in de wegwedstrijd voor beloften tijdens de Europese kampioenschappen wielrennen in Alkmaar.

## Palmares

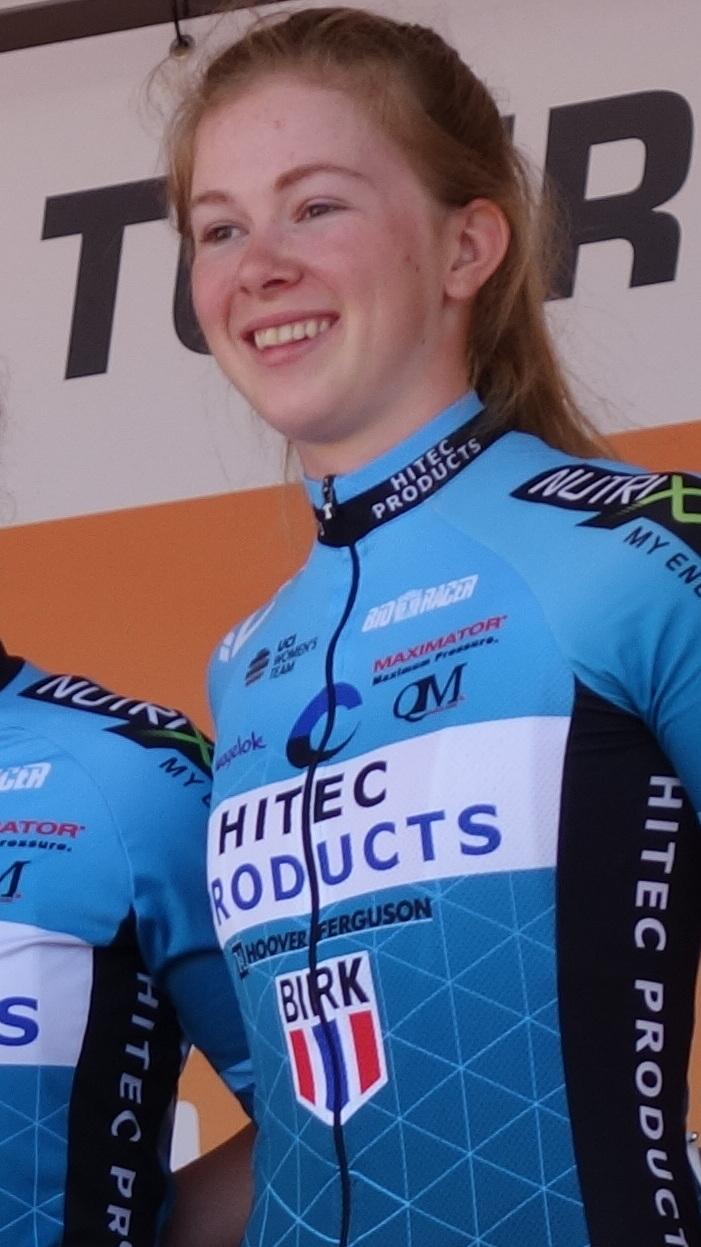
Uneken bij Hitec Products in 2019.

2018
1e en 3e etappe Healthy Ageing Tour, junioren
+ Puntenklassement
2019
 Europees kampioenschap, wegwedstrijd, beloften
2020
 Europees kampioenschap, wegwedstrijd, beloften
2021
3e etappe Healthy Ageing Tour
+ Bergklassement
3e etappe Baloise Ladies Tour
+ Puntenklassement
3e etappe Simac Ladies Tour
2022
2e etappe EasyToys Bloeizone Fryslân Tour
2023
1e (TTT) en 4e etappe Ronde van Thüringen

### Resultaten in voornaamste wedstrijden
| Jaar | Gent-Wevelgem | Ronde van Vlaanderen | Parijs-Roubaix | Amstel Gold Race | Luik-Bast.‑Luik | Ronde van Drenthe | Le Samyn | Omloop Het Nieuwsblad |
| ---- | ------------- | -------------------- | -------------- | ---------------- | --------------- | ----------------- | -------- | --------------------- |
| 2019 | 88e           |                      |                |                  |                 | opgave            | 21e      |                       |
| 2020 |               |                      |                |                  |                 |                   | 7e       | 33e                   |
| 2021 | opgave        |                      | 53e            |                  |                 | 19e               | 14e      |                       |
| 2022 | 34e           |                      | 98e            |                  |                 | 79e               |          | 115e                  |
| 2023 |               |                      |                |                  |                 | 11e               |          |                       |
| 2024 |               |                      |                |                  |                 |                   |          |                       |
| 2025 |               |                      | 44e            |                  |                 |                   | 63e      | 111e                  |

## Ploegen
- 2019 –  Hitec Products
- 2020 –  Boels Dolmans
- 2021 –  Team SD Worx
- 2022 –  Team SD Worx
- 2023 –  Team SD Worx
- 2024 –  Team SD Worx
- 2025 –  VolkerWessels

Feldmann · G. Garner · L. Garner · Gåskjenn · Heine · Lorvik · Lutro · Solvang · Stougje · Tagliaferro · Uneken
Blaak · Buurman · Canuel · D'Hoore · Dideriksen · Hall · Majerus · Pieters · Schneider · Uneken · Van den Bos · Van der Breggen
Blaak · Canuel · Cecchini · D'Hoore · Fisher-Black · Fournier · Majerus · Moolman-Pasio · Nosková · Pieters · Shackley · Uneken · Van der Breggen · Vollering
Blaak · Cecchini · Fisher-Black · Fournier · Frei(vanaf 8/8) · Kopecky · Majerus · Moolman-Pasio · Pieters · Reusser · Shackley · Uneken · Vas · Vollering
Bredewold · van den Broek-Blaak (zwangerschapsverlof) · Cecchini · Fisher-Black · Frei · Guarischi · Kopecky · Majerus · Markus · Reusser · Schreiber (vanaf 1/3) · Shackley · Uneken · Vas · Vollering · Wiebes
Bredewold  · van den Broek-Blaak · Cecchini · Fisher-Black · Gerritse · Guarischi · Kopecky  · Majerus · Markus · Reusser   · Schreiber · Shackley (tot 16/4) · Uneken · Vas  U23 · Vollering · Wiebes
Beuling · Boogaard · Demey · Dijkstra · van Helvoirt · Jansen · Knijnenburg · Meert · Molenaar · Poland · Rijnbeek · van Rooijen · Schoens · Souren · Stultiens · Uneken · Vanpachtenbeke · Vollering · Wisse